# Paul Maria Hafner
Paul Maria Hafner (ur. 24 lutego 1923 w Mals, w Południowym Tyrolu we Włoszech, zm. 2010 w Hiszpanii) – niemiecki oficer,  w czasie II wojny światowej SS-Obersturmführer Waffen-SS.
W czasie II wojny światowej, był ochotnikiem do Waffen-SS. Służył między innymi w obozach koncentracyjnych Konzentrationslager Dachau i Konzentrationslager Buchenwald, ale szczegóły jego służby nie są bliżej znane. Po II wojnie światowej osiadł w Madrycie, w Hiszpanii. Do końca życia sympatyzował z ideologią Adolfa Hitlera i negował Holocaust. Był pionierem hodowli niemieckich odmian świń w Hiszpanii, oraz wynalazcą popularnej w tym kraju, maszyny do domowego wyrobu jogurtu. W 2007 r., powstał o nim film dokumentalny Hafners Paradies (pol. Raj pana Hafnera) w reż. Güntera Schwaigera. Przed śmiercią znajdował się na liście poszukiwanych zbrodniarzy nazistowskich Centrum Szymona Wiesenthala.